# NGC 4269
NGC 4269 é uma galáxia espiral (S0-a) localizada na direcção da constelação de Virgo. Possui uma declinação de +06° 00' 55" e uma ascensão recta de 12 horas, 19 minutos e 49,2 segundos.
A galáxia NGC 4269 foi descoberta em 4 de Março de 1862 por Heinrich Louis d'Arrest.